# Benjamin Raich
Benjamin „Benni“ Raich (* 28. Februar 1978 in Leins, Gemeindegebiet Arzl im Pitztal) ist ein ehemaliger österreichischer Skirennläufer. Er wurde zweimal Olympiasieger, dreimal Weltmeister und entschied in der Saison 2005/06 den Gesamtweltcup für sich. Hinzu kommen der achtmalige Gewinn einer Weltcup-Disziplinenwertung und fünf Juniorenweltmeistertitel. Mit 36 Weltcupsiegen ist er nach Marcel Hirscher und Hermann Maier der dritterfolgreichste Skirennläufer des ÖSV.

## Biografie
1991 siegte Raich beim Trofeo Topolino. Seine ersten großen Erfolge feierte er bei Juniorenweltmeisterschaften. Er gewann 1996 Gold im Slalom und 1997 im Riesenslalom. Im Jahr 1998 wurde er Juniorenweltmeister im Riesenslalom, im Slalom und in der Kombination sowie Europacupsieger im Riesenslalom, im Slalom und in der Gesamtwertung.
Am 10. März 1996 bestritt er beim Slalom von Kvitfjell sein erstes Rennen im Alpinen Skiweltcup. Bei seinem vierten Weltcuprennen, dem Riesenslalom von Vail am 15. März 1997, holte er als 18. erstmals Weltcuppunkte. Der erste Sieg im Weltcup gelang ihm am 7. Jänner 1999 beim Nachtslalom von Schladming, als er vom 23. Rang im ersten Durchgang noch zum Sieg fuhr.
Am Beginn seiner Karriere galt Raich als reiner Technik-Spezialist, der hauptsächlich die Disziplinen Slalom und Riesenslalom bestritt. Doch allmählich entwickelte er sich zum Allrounder, der auch in den Speed-Disziplinen, vor allem im Super-G, vorne mitfahren konnte.

### Erste Weltmeisterschafts- und Olympiamedaillen
Seine erste Medaille gewann er bei den Weltmeisterschaften 2001 in St. Anton am Arlberg, wo er im Slalom Silber holte. Bei den Olympischen Winterspielen 2002 in Salt Lake City konnte er in der Kombination die Bronzemedaille erringen. Im Slalom wurde er Vierter, da aber der drittplatzierte Brite Alain Baxter wegen einer positiven Dopingprobe nachträglich disqualifiziert wurde, wurde Raich vom Internationalen Olympischen Komitee auch die Bronzemedaille für den Slalom zugesprochen. Bei den Weltmeisterschaften 2003 in St. Moritz verpasste er als Vierter im Slalom knapp weiteres Edelmetall.

### «Medaillenregen» und Weltcupgesamtsieg
Bei den Weltmeisterschaften 2005 in Bormio war Raich neben Janica Kostelić der Superstar der Veranstaltung. Er wurde Weltmeister in der Kombination und im Slalom. Außerdem gewann er im Riesenslalom und im Mannschaftswettbewerb jeweils die Silbermedaille sowie Bronze im Super-G.
Nachdem er bei den Olympischen Winterspielen 2006 in Sestriere zuerst im Kombinationsslalom in Führung liegend einfädelte und auch im Super-G nicht glänzen konnte, gewann er anschließend sowohl im Riesenslalom als auch im Slalom die Goldmedaille. Bei den Weltmeisterschaften 2007 in Åre holte er in der Super-Kombination Silber und im Mannschaftswettbewerb mit Marlies Schild, Renate Götschl, Michaela Kirchgasser, Fritz Strobl und Mario Matt Gold. Eine weitere Medaille verpasste er als Vierter im Slalom nur um drei Hundertstelsekunden. Bei den Weltmeisterschaften 2009 in Val-d’Isère gewann er hinter Carlo Janka die Silbermedaille im Riesenslalom, im Super-G wurde er Fünfter, im Slalom schied er im zweiten Lauf (nach Rang sieben im ersten Durchgang) aus.
Ohne Medaille blieb Raich bei den Olympischen Winterspielen 2010 in Vancouver. Im Slalom fehlten ihm als Viertem fünf Hundertstelsekunden auf einen Podestplatz, im Riesenslalom und in der Super-Kombination wurde er jeweils Sechster. Bei den Weltmeisterschaften 2011 in Garmisch-Partenkirchen verletzte er sich – nach Platz 5 im Super-G und Platz 4 in der Super-Kombination – beim Mannschaftswettbewerb schwer. Er zog sich einen Riss des linken vorderen Kreuzbandes, einen Knorpelabbruch des äußeren Schienbeinkopfes und einen Teileinriss des äußeren Meniskus zu. Seine Teamkollegen erreichten das Finale, wo sie dem französischen Team unterlagen und damit Silber holten. Es war dies Raichs 14. Medaille bei Großereignissen.

### Neuer Gesamtpunkterekord im Weltcup
Nach dieser Verletzung konnte er in der darauf folgenden Saison 2011/12 zwar von Anfang an Rennen bestreiten, es dauerte aber bis zum 25. Februar 2012, bis er seinen ersten Sieg seit dem 11. Dezember 2009 feiern konnte – und zwar im Super-G, in dem er zuvor noch nie gewonnen hatte. Beim Weltcupfinale in Schladming fuhr er in der Abfahrt auf den fünften Platz. Diese 45 Punkte reichten, um Kjetil André Aamodt im Ranking der während der gesamten Karriere erzielten Weltcuppunkte von der Spitze abzulösen: Aamodt hatte von 1990 bis 2006 insgesamt 13.252 Punkte erzielt, Raich kam mit der Abfahrt von Schladming auf einen vorläufigen neuen Rekord von 13.281 Punkten, den er bis zum Ende der Saison 2014/15 auf 14.386 ausbauen konnte. Dieses Ranking ist allerdings nur für Saisonen ab 1992 aussagekräftig, da vorher lediglich 25 Punkte für den Sieg vergeben wurden. Wenn die vor 1992 erzielten Punkte mit dem Faktor 4 aufgewertet werden (stimmt exakt für die Plätze eins bis drei und sechs bis acht, für die übrigen Top-Ten-Plätze ergibt es ein bis zwei Punkte Abweichung nach unten), dann liegt Ingemar Stenmark mit 16.252 Punkten vor Raich, Marc Girardelli liegt bei dieser Berechnungsmethode mit 14.068 Punkten hinter dem Pitztaler; allerdings gab es bis 1991 für die Plätze 16 bis 30 keine Punkte, und bis einschließlich der Saison 1978/79 wurden nur für die Top-Ten-Punkte vergeben (zu berücksichtigen wären bei einer wirklich reellen Berechnung auch die damaligen Streichresultate).
In der Saison 2012/13 konnte Raich seine gute Form vom Ende der vergangenen Saison nicht mitnehmen und kämpfte anfänglich um Anschluss. Kurz vor den Weltmeisterschaften bewies er aber seine aufsteigende Form, vor allem in seinen Spezialdisziplinen Slalom und Riesenslalom mit einigen Top-10-Platzierungen sowie dem vierten Platz in der Super-Kombination von Wengen. Aufgrund dieser Ergebnisse durfte er auch in diesen drei Disziplinen bei den Weltmeisterschaften in Schladming an den Start gehen, wo er in der Super-Kombination im Slalom auf dem Weg zu einer möglichen Medaille ausfiel. Raich beendete die Saison mit lediglich sechs Platzierungen unter den besten Zehn und blieb erstmals seit der Saison 1997/98 ohne Podestplatzierung. Ende der Saison erklärte er, im Weltcup keine Abfahrten und Super-G-Rennen mehr bestreiten zu wollen, sondern sich wieder voll auf seine Spezialdisziplinen Slalom und Riesenslalom zu konzentrieren.

### Dem Karriereende entgegen
Im Weltcupwinter 2013/14 startete Raich besser als in den Jahren davor in die Saison und belegte im ersten Slalom (Levi) den achten Platz. Mit weiteren vier Top-Ten-Platzierungen (je zwei in Slalom und Riesenslalom) qualifizierte er sich für die Olympischen Winterspiele 2014 in Sotschi, wo er im Riesenslalom den 7. Platz belegte und im Slalom ausschied. Im Riesenslalom von Kranjska Gora am 8. März 2014 gelang ihm als Zweiten nach einer Durststrecke von über zwei Jahren (seit dem Sieg im Super-G von Crans-Montana am 25. Februar 2012) wieder ein Podestplatz.
Zu Beginn der Saison 2014/15 verpasste Raich in den ersten beiden Riesenslaloms (Sölden, Beaver Creek) als jeweils Vierter knapp das Podest und konnte in Åre noch einen weiteren Top-Ten-Platz erzielen, womit er sich frühzeitig einen Startplatz bei den Weltmeisterschaften in Vail sichern konnte – dem Ort, an dem er 1999 erstmals bei Alpinen Skiweltmeisterschaften teilgenommen hatte. Bei den Weltmeisterschaften schied er im Riesenslalom (im ersten Lauf, mit bester erster Zwischenzeit) und im Slalom aus, aber bei seinem nächsten Rennen, dem Riesenslalom in Garmisch-Partenkirchen am 1. März 2015, belegte er als Dritter, etwa ein Jahr nach seinem bisher letzten, wieder einen Podestplatz.
Am 10. September 2015 gab Raich bei einer Pressekonferenz seinen Rücktritt bekannt.

## Sonstiges
In den Jahren 2001, 2005 und 2007 entschied Raich den Slalomweltcup für sich, 2005 und 2006 den Riesenslalomweltcup, 2005, 2006 und 2010 den Kombinationsweltcup, für den allerdings erst seit 2007 eine Kristallkugel vergeben wird. Nach dem zweiten Platz 2005 wurde er 2006 auch erstmals Sieger im Gesamtweltcup. In der Gesamtweltcupwertung wurde er fünfmal Zweiter und unterstrich damit seine Weltklasse. 2009 wurde er beim Kampf um den Gesamtweltcup nur um zwei Punkte von Aksel Lund Svindal geschlagen – dies war punktemäßig die knappste Weltcupentscheidung überhaupt, prozentuell wurde sie übertroffen von der knappsten Entscheidung bei den Damen in der Saison 2010/11. Zwischen 2004 und 2010, also in sieben aufeinander folgenden Jahren, kam Raich immer unter die ersten drei der Gesamtweltcupwertung, was außer ihm bisher nur Gustav Thöni, Pirmin Zurbriggen, Katja Seizinger, Maria Höfl-Riesch und Marcel Hirscher gelungen ist. 2008 fuhr Raich in allen Disziplinen bis auf die Abfahrt unter die besten zehn in der Gesamtwertung.
Bei Großereignissen hat er laut Statistik an 24 Siegerehrungen teilgenommen (14 Mal auf dem Podest, 10 Mal mit Plätzen vier bis sechs). Tatsächlich stand bei den Olympischen Spielen 2002 bei der Slalomsiegerehrung noch Alain Baxter auf dem Podest, dem später der dritte Rang aberkannt wurde (Raich war als Vierter trotzdem bei der Siegerehrung), während Raich bei den Weltmeisterschaften 2011 zum Zeitpunkt der Siegerehrung für den Teambewerb bereits im Krankenhaus war. Ferner liegt er mit 36 Weltcupsiegen in der „ewigen Bestenliste“ des Weltcups der Herren auf Rang sieben. 2006 wurde Raich zum Österreichischen Sportler des Jahres gewählt und von der Internationalen Vereinigung der Ski-Journalisten (AIJS) mit dem Skieur d’Or ausgezeichnet.

## Persönliches
Raich hat eine Schwester, die ehemalige Skirennläuferin Carina Raich, sowie einen Bruder namens Florian. Die Snowboarderin Heidi Neururer ist seine Cousine. Zudem ist die Skirennläuferin Leonie Raich eine entfernte Verwandte.
Seit 2004 ist Raich mit der ehemaligen Skirennläuferin Marlies Schild (* 1981) liiert, die er am 25. April 2015 standesamtlich heiratete. In Folge wurden sie Eltern zweier Söhne und einer Tochter.
Er wurde vom ORF als Analytiker für die technischen Skibewerbe unter Vertrag genommen und war am 22. Dezember 2015 beim Nachtslalom von Madonna di Campiglio erstmals im Einsatz.
Seit Mitte Dezember 2020 ist er Mitglied im Aufsichtsrat des Skigebiets Silvretta Montafon.

## Erfolge

### Olympische Winterspiele
- Salt Lake City 2002: 3. Slalom, 3. Kombination, 4. Riesenslalom
- Turin 2006: 1. Slalom, 1. Riesenslalom, 21. Super-G
- Vancouver 2010: 4. Slalom, 6. Super-Kombination, 6. Riesenslalom, 14. Super-G
- Sotschi 2014: 7. Riesenslalom

### Weltmeisterschaften
- Vail 1999: 5. Slalom
- St. Anton 2001: 2. Slalom
- St. Moritz 2003: 4. Slalom, 9. Riesenslalom
- Bormio 2005: 1. Slalom, 1. Kombination, 2. Riesenslalom, 2. Teamwettbewerb, 3. Super-G
- Åre 2007: 1. Teamwettbewerb, 2. Super-Kombination, 4. Slalom
- Val-d’Isère 2009: 2. Riesenslalom, 5. Super-G
- Garmisch-Partenkirchen 2011: 2. Teamwettbewerb, 4. Super-Kombination, 5. Super-G
- Schladming 2013: 9. Riesenslalom, 13. Slalom

### Weltcupwertungen
| Saison  | Gesamt | Gesamt | Abfahrt | Abfahrt | Super-G | Super-G | Riesenslalom | Riesenslalom | Slalom | Slalom | Kombination | Kombination | City Event | City Event |
| Saison  | Platz  | Punkte | Platz   | Punkte  | Platz   | Punkte  | Platz        | Punkte       | Platz  | Punkte | Platz       | Punkte      | Platz      | Punkte     |
| ------- | ------ | ------ | ------- | ------- | ------- | ------- | ------------ | ------------ | ------ | ------ | ----------- | ----------- | ---------- | ---------- |
| 1997/98 | 96.    | 26     | –       | –       | –       | –       | 37.          | 26           | –      | –      | –           | –           | –          | –          |
| 1998/99 | 10.    | 575    | –       | –       | 32.     | 29      | 6.           | 286          | 7.     | 260    | –           | –           | –          | –          |
| 1999/00 | 9.     | 788    | –       | –       | –       | –       | 4.           | 420          | 6.     | 368    | –           | –           | –          | –          |
| 2000/01 | 4.     | 865    | –       | –       | –       | –       | 4.           | 320          | 1.     | 545    | –           | –           | –          | –          |
| 2001/02 | 9.     | 526    | –       | –       | –       | –       | 2.           | 429          | 19.    | 97     | –           | –           | –          | –          |
| 2002/03 | 8.     | 622    | –       | –       | 37.     | 24      | 8.           | 231          | 6.     | 367    | –           | –           | –          | –          |
| 2003/04 | 3.     | 1139   | 35.     | 41      | 8.      | 215     | 4.           | 255          | 3.     | 468    | 2.          | 160         | –          | –          |
| 2004/05 | 2.     | 1454   | 26.     | 117     | 6.      | 262     | 1.           | 423          | 1.     | 552    | 1.          | 100         | –          | –          |
| 2005/06 | 1.     | 1410   | 28.     | 58      | 15.     | 116     | 1.           | 481          | 3.     | 410    | 1.          | 345         | –          | –          |
| 2006/07 | 2.     | 1255   | 32.     | 59      | 13.     | 106     | 3.           | 319          | 1.     | 605    | 5.          | 166         | –          | –          |
| 2007/08 | 2.     | 1298   | 36.     | 33      | 3.      | 286     | 2.           | 438          | 8.     | 358    | 6.          | 183         | –          | –          |
| 2008/09 | 2.     | 1007   | 32.     | 44      | 14.     | 97      | 2.           | 462          | 10.    | 239    | 5.          | 165         | –          | –          |
| 2009/10 | 2.     | 1091   | –       | –       | 4.      | 210     | 3.           | 331          | 6.     | 304    | 1.          | 246         | –          | –          |
| 2010/11 | 11.    | 547    | 54.     | 9       | 8.      | 184     | 19.          | 99           | 15.    | 180    | 18.         | 45          | 5.         | 30         |
| 2011/12 | 12.    | 771    | 31.     | 55      | 7.      | 254     | 13.          | 180          | 16.    | 192    | 12.         | 90          | –          | –          |
| 2012/13 | 20.    | 344    | –       | –       | 38.     | 17      | 16.          | 127          | 18.    | 150    | 8.          | 50          | –          | –          |
| 2013/14 | 20.    | 361    | –       | –       | –       | –       | 6.           | 238          | 17.    | 123    | –           | –           | –          | –          |
| 2014/15 | 28.    | 307    | –       | –       | –       | –       | 9.           | 227          | 23.    | 80     | –           | –           | –          | –          |

### Weltcupsiege
Raich errang in seiner Karriere 92 Podestplätze in Einzelrennen, davon 36 Siege (14 × Riesenslalom, 14 × Slalom, 5 × Super-Kombination, 2 × Kombination, 1 × Super-G):
| Datum             | Ort           | Land       |
| ----------------- | ------------- | ---------- |
| 10. Jänner 1999   | Flachau       | Österreich |
| 26. Februar 2000  | Yongpyong     | Südkorea   |
| 18. März 2000     | Bormio        | Italien    |
| 21. Dezember 2001 | Kranjska Gora | Slowenien  |
| 3. Jänner 2004    | Flachau       | Österreich |
| 26. Februar 2005  | Kranjska Gora | Slowenien  |
| 21. Dezember 2005 | Kranjska Gora | Slowenien  |
| 7. Jänner 2006    | Adelboden     | Schweiz    |
| 17. März 2006     | Åre           | Schweden   |
| 6. Jänner 2007    | Adelboden     | Schweiz    |
| 3. März 2007      | Kranjska Gora | Slowenien  |
| 7. Dezember 2008  | Beaver Creek  | USA        |
| 10. Jänner 2009   | Adelboden     | Schweiz    |
| 13. März 2009     | Åre           | Schweden   |

| Datum             | Ort         | Land       |
| ----------------- | ----------- | ---------- |
| 13. Jänner 2006   | Wengen      | Schweiz    |
| 3. Februar 2006   | Chamonix    | Frankreich |
| 9. März 2007      | Kvitfjell   | Norwegen   |
| 12. Dezember 2008 | Val-d’Isère | Frankreich |
| 11. Dezember 2009 | Val d’Isère | Frankreich |

| Datum             | Ort                | Land       |
| ----------------- | ------------------ | ---------- |
| 7. Jänner 1999    | Schladming         | Österreich |
| 17. Jänner 1999   | Wengen             | Schweiz    |
| 14. Jänner 2001   | Wengen             | Schweiz    |
| 21. Jänner 2001   | Kitzbühel          | Österreich |
| 23. Jänner 2001   | Schladming         | Österreich |
| 11. März 2001     | Åre                | Schweden   |
| 18. Jänner 2004   | Wengen             | Schweiz    |
| 27. Jänner 2004   | Schladming         | Österreich |
| 5. Dezember 2004  | Beaver Creek       | USA        |
| 10. März 2006     | Shigakōgen         | Japan      |
| 12. November 2006 | Levi               | Finnland   |
| 30. Jänner 2007   | Schladming         | Österreich |
| 18. März 2007     | Lenzerheide        | Schweiz    |
| 9. Dezember 2007  | Bad Kleinkirchheim | Österreich |

| Datum           | Ort       | Land       |
| --------------- | --------- | ---------- |
| 14. Jänner 2005 | Wengen    | Schweiz    |
| 22. Jänner 2006 | Kitzbühel | Österreich |

| Datum            | Ort           | Land    |
| ---------------- | ------------- | ------- |
| 25. Februar 2012 | Crans-Montana | Schweiz |

Hinzu kommen 2 Podestplätze bei Mannschaftswettbewerben, davon 1 Sieg.

### Europacup
- Saison 1996/97: 5. Slalomwertung
- Saison 1997/98: 1. Gesamtwertung, 1. Slalomwertung, 1. Riesenslalomwertung
- 18 Podestplätze, davon 9 Siege:

| Datum             | Ort           | Land       | Disziplin    |
| ----------------- | ------------- | ---------- | ------------ |
| 8. Dezember 1997  | Valloire      | Frankreich | Riesenslalom |
| 9. Dezember 1997  | Valloire      | Frankreich | Riesenslalom |
| 13. Dezember 1997 | Obereggen     | Italien    | Slalom       |
| 22. Dezember 1997 | Kreischberg   | Österreich | Riesenslalom |
| 5. Jänner 1998    | Kranjska Gora | Slowenien  | Riesenslalom |
| 10. Februar 1998  | St. Moritz    | Schweiz    | Riesenslalom |
| 11. Februar 1998  | St. Moritz    | Schweiz    | Slalom       |
| 11. März 1998     | Bardonecchia  | Italien    | Riesenslalom |
| 7. Dezember 1998  | Valloire      | Frankreich | Riesenslalom |

### Juniorenweltmeisterschaften
- Hoch-Ybrig 1996: 1. Slalom
- Schladming 1997: 1. Riesenslalom
- Megève 1998: 1. Slalom, 1. Riesenslalom, 1. Kombination, 12. Super-G, 14. Abfahrt

### Weitere Erfolge
- Österreichischer Meister im Riesenslalom 2000
- 1 Sieg im Nor-Am Cup
- 6 Siege bei FIS-Rennen

## Auszeichnungen
- 2001: Silbernes Ehrenzeichen für Verdienste um die Republik Österreich
- 2006: Österreichs Sportler des Jahres
- 2006: Großes Ehrenzeichen für Verdienste um die Republik Österreich
- 2006: Skieur d’Or